# Utopi (serietidning)
Utopi är en svensk serietidning som ges ut av Kolik förlag. Tidningen lanserades under våren 2011 och kommer ut med fyra nummer per år.